# Afromevesia birungana
Afromevesia birungana är en stekelart som beskrevs av Per Abraham Roman 1924. Afromevesia birungana ingår i släktet Afromevesia och familjen brokparasitsteklar. Inga underarter finns listade i Catalogue of Life.